# Karlidia peterseni
Karlidia peterseni  (лат.) — вид ос-немок из подсемейства Mutillinae, единственный в составе рода Karlidia Lelej, 1999. Эндемики Таиланда. Длина 6—9 мм. Голова и брюшко чёрные, грудь, жвалы, ноги и усики — красно-коричневые; стерниты брюшка — коричневые; флагелломеры жгутика усика сверху чёрные. Глаза расположены у основания жвал. Шпоры красновато-коричневые. Новый род благодаря такому признаку, как широкий первый сегмент брюшка, напоминает ос-немок родов Brachymutilla (Dasylabrinae), Yamanetilla  Lelej, 1996 и Odontomutilla Ashmead, 1899 (Odontomutillini, Ephutinae). Род и вид были описаны в 1999 году российским гименоптерологом Аркадием Степановичем Лелеем и назван им в честь двух специалистов по осам: американского энтомолога Карла Кромбайна (Karl V. Krombein, нашедшего более 1000 новых для науки видов) и датского знатока мутиллид Б. Петерсена (Borge Petersen, первого указавшего на этот новый вид), умершего 18 января 1996 года. В 2017 году включены в состав подсемейства Mutillinae.